# Union City, Kalifornien
Union City är en stad (city) i Alameda County, i delstaten Kalifornien, USA. Enligt United States Census Bureau har staden en folkmängd på 70 436 invånare (2011) och en landarea på 50,4 km².